# Longitarsus misellus
Longitarsus misellus är en skalbaggsart som beskrevs av Willis Blatchley 1921. Longitarsus misellus ingår i släktet Longitarsus och familjen bladbaggar. Inga underarter finns listade i Catalogue of Life.